# Акайесу, Жан-Поль
Жан-Поль Акайесу (руанда , фр. и англ. Jean-Paul Akayesu, род. 1953 или 1955, Taba Commune, Гитарама) — руандийский политический деятель, школьный учитель и военный преступник. Мэр коммуны Табы (1993—1994).

## Биография
Жан-Поль Акайесу родился в 1955 году в коммуне Таба (по другим данным в 1953). По национальности он хуту.
Политическую деятельность начал в 1991 году, когда вступил в партию Демократическое Республиканское Движение.
В апреле 1993 года был назначен мэром Табы.
Как мэр, он отвечал за выполнение исполнительных функций и поддержание порядка в Табе, командовал коммунальной полицией и всеми жандармами, приписанными к коммуне. Когда он находился на должности, жители коммуны уважали его.

### Геноцид
7 апреля 1994 в Руанде начался геноцид тутси властью хуту. Изначально он оберегал свою коммуну от массовых убийств, но с 18 апреля лично руководил убийствами тутси в Табе, а также передавал список погибших другим хуту и отдавал приказы проводить обыски по домам, с целью найти и убить тутси.
По самой распространенной версии, он был ответственен за убийства 2000 жителей Табы.
После победного наступления Руандийского патриотического фронта, Акайесу, как и другие высокопоставленные деятели Руанды, а также организаторы геноцида скрылся. Как потом было установлено, он бежал в ДР Конго, а затем в Замбию, где был арестован вместе с Джорджем Рутагандой 10 октября 1995 года. 

## Трибунал
16 февраля 1996 года Международный трибунал по Руанде утвердил выпущенное тремя днями раннее обвинительное заключение, тем самым выдав ордер на арест Акайесу.
15 мая 1996 года замбийские власти передали Акайесу новому правительству Руанды.
26 мая 1996 года Акайесу был выдан Международному трибуналу по Руанде и доставлен в следственный изолятор в Аруше (Объединенная Республика Танзания).
Впервые он предстал перед судом 30 мая 1996 года, где ему были предъявлены обвинения в: преступлениях против человечества, военных преступлениях, нарушениях Женевской конвенции, в общей сложности по 15 пунктам. Отрицал свою вину по всем пунктам обвинения.
Судебный процесс начался в январе 1997 года. Акайесу стал первым подсудимым МТР, а также первым лицом, осужденным за геноцид, где было применено определение данного понятия.
17 июня 1997 года прокурор дополнил обвинительное заключение тремя новыми пунктами.
2 сентября 1998 года был признан виновным по 9 пунктам обвинения из 15 и приговорён к пожизненному заключению. Трибунал оправдал Акайесу по статьям связанными с нарушениями Женевской конвенции и соучастии в геноциде.
1 апреля 2001 года апелляционная палата трибунала оставила приговор без изменений.
9 декабря 2001 года был перемещён в тюрьму в Мали для отбытия наказания. 19 декабря 2020 года был перевезён в Бенин, где он проведёт остаток своей жизни.

## Личная жизнь
Акайесу был женат, у него пятеро детей.